# Wrong Is Right
Wrong Is Right is een Amerikaanse actiefilm uit 1982 onder regie van Richard Brooks. De film werd destijds in Nederland uitgebracht onder de titel De man met het dodelijke oog.

## Verhaal
Een terrorist staat op het punt om twee draagbare kernbommen te kopen. De verslaggever Patrick Hale doet zijn best om hem op te sporen. Tijdens zijn zoektocht komt hij erachter dat de regering en het leger verwikkeld zijn in het complot.

## Rolverdeling
| Acteur          | Personage          |
| --------------- | ------------------ |
| Sean Connery    | Patrick Hale       |
| George Grizzard | President Lockwood |
| Robert Conrad   | Generaal Wombat    |
| Katharine Ross  | Sally Blake        |
| G.D. Spradlin   | Philindros         |
| John Saxon      | Homer Hubbard      |
| Henry Silva     | Rafeeq             |
| Leslie Nielsen  | Mallory            |
| Robert Webber   | Harvey             |
| Rosalind Cash   | Mevrouw Ford       |
| Hardy Krüger    | Helmut Unger       |
| Dean Stockwell  | Hacker             |
| Ron Moody       | Koning Awad        |
| Cherie Michan   | Erika              |
| Tony March      | Abu                |